# Lowestoft
Lowestoft est une ville anglaise située dans le comté de Suffolk et, plus précisément, dans le district de East Suffolk. Elle compte 57 746 habitants. Le Lowestoft Ness est le point le plus oriental des Îles britanniques.

## Géographie
Lowestoft, la ville la plus à l'est du Royaume-Uni, se trouve sur la côte de la mer du Nord, à 177 km au nord-est de Londres, 61 km au nord-est de Ipswich et 35 km au sud-est de Norwich. L'agglomération est divisée en deux parties par Lake Lothing (en) qui forme la partie intérieure du port de Lowestoft (Lowestoft Harbour) et permet d'accéder via Oulton Broad et Oulton Dyke à la  Waveney  et aux  Broads.
Lowestoft est principalement d'un plat relief  mais possède des zones vallonnées dans le nord de la ville et des points hauts de 20 à 30 mètres (66 à 98 pieds) au-dessus du niveau de la mer,. 
Le sous-sol est composé de sable rocheux recouvert de sable et de dépôts glaciaires avec du gravier. Des falaises côtières, comme à Pakefield constituent le littoral.
Du limon alluvionnaire s'est déposé autour du lac Lothing, des marais se trouvent à l'ouest d'Oulton Broad.
Les plages de sable au sud du port ont obtenu le Pavillon Bleu (Blue Flag),,,.
Au nord du port se trouvent une zone des dunes de sable appelées localement Denes, avec plus de plages, et Ness Point, le point le plus à l'est du Royaume-Uni.
Lowestoft a été soumis à des inondations, notamment maritimes en janvier 1953, lorsqu'une houle de la mer du Nord provoquée par une profonde dépression conjuguée à une forte marée a balayé de nombreuses défenses maritimes et a inondé presque tout le sud de la ville. 
De fortes pluies ont provoqué des inondations dans la ville en septembre 2006.
En décembre 2013, une tempête a provoqué de graves inondations à Lowestoft et sa banlieue,.
Lowestoft se trouve dans l'une des régions les plus sèches du Royaume-Uni - les précipitations annuelles moyennes sont inférieures à 600 mm, réparties assez uniformément tout au long de l'année,.
Les températures estivales ont tendance à culminer à 21 ° C en août, la ville a en moyenne plus de 200 heures d'ensoleillement, tandis qu'en hiver les températures minimales sont en moyenne de 2° C.
Les chutes de neige importantes sont rares. Le brouillard marin et des brises fraîches à terre peuvent affecter la ville.

## Toponymie
Le nom de la ville viendrait de toft un mot vieux norrois signifiant propriété et Loth ou Lowe, des prénoms masculins Vikings. Le nom a été écrit de différentes manières : Lothnwistoft, Lestoffe, Laistoe, Loystoft, Laystoft.

## Histoire
La découverte d'outils en silex dans les falaises de Pakefield au sud de Lowestoft en 2005 prouve que l'habitation humaine de la région de Lowestoft remonte à 700 000 ans. Cela en fait l'un des premiers sites habités connus en Grande-Bretagne.
La région était habitée aux âges Néolithique, du Bronze et du Fer, aux époques  romaine et  saxonne. Plusieurs découvertes ont été faites dans un cimetière saxon à Bloodmoor Hill dans le sud de Lowestoft,,,.
Dans le Domesday Book, un ouvrage du XIe siècle, Lowesoft est décrit comme étant un petit village agricole comptant 20 familles, soit environ 100 personnes. Les habitants payent alors un loyer en harengs au propriétaire Hugh de Montfort.
Durant le Moyen Âge, Lowestoft devient un port de pêche. Great Yarmouth, un port du Norfolk, la considère comme un rival et tente de la mettre en dehors du commerce du hareng. Yarmouth se retire ensuite du commerce des poissons, mais la rivalité entre les deux villes ne disparaît pas complètement. Durant la Guerre civile anglaise (1642-1651), Yarmouth se place du côté du Parlement tandis que Lowestoft prend le parti des royalistes.
En juin 1655, la bataille de Lowestoft est la première bataille de la Deuxième guerre anglo-néerlandaise.
Au XIXe siècle, l'arrivée de Sir Samuel Morton Peto apporte un immense changement pour Lowestoft, puisqu'il entreprend la construction de la gare de Lowestoft et d'une ligne de raccordement permettant la liaison avec la gare de Norwich. Des liaisons avec d'autres villes suivent bientôt. Il développe également le port et fournit des places de mouillage pour 1000 bateaux, stimulant le commerce avec le continent. Il fait également de Lowestoft une destination balnéaire florissante.
Durant la Première Guerre mondiale, le 24 avril 1916, la ville est bombardée par la marine allemande. Lors de la Seconde Guerre mondiale, la ville est un point de repère pour les bombardiers allemands, elle est la ville anglaise qui a subi le plus de bombardements par habitant.
Jusqu'au milieu des années 1960, la pêche est la principale activité économique de Lowestoft. Les navires ramenaient du hareng, de la morue, du carrelet, de l'églefin et de la raie. Les prises, notamment de harengs, diminuent fortement à partir du milieu des années 1960. Nombre de navires sont reconvertis en bateaux de service pour les champs pétrolifères qui commencent à être exploités en mer du Nord. Un grand centre de recherche sur la pêche, appartenant au Defra se trouve encore à Lowestoft.
Les chantiers navals Brooke Marine et Richards qui occupaient ensemble plus de 1 000 personnes dans la ville ont fermé à peu près à la même époque.
Eastern Coach Works, une entreprise de construction de bus basée à Lowestoft, est également un employeur important pour la ville jusqu'à sa fermeture en 1987. Elle emploiera jusqu'à 1 200 personnes à son apogée.
De la fin des années 1960 à la fin des années 1990, l'industrie pétrolière et gazière est un employeur important de la région de Lowestoft. Pendant de nombreuses années, Shell est l'un des plus grands employeurs de la ville, mais la compagnie décide en 2003 de fermer son centre de Lowestoft.

## Jumelage
- Plaisir (Yvelines) (France) depuis 1979

## Culture locale et patrimoine

### Personnalités locales
- Benjamin Britten, (né le 22 novembre 1913 à Lowestoft et mort le 4 décembre 1976 à Aldeburgh dans le même comté), compositeur ;
- Louis La Roche, artiste de musique électronique ;
- Justin Hawkins (17 mars 1975) et son frère Dan Hawkins (9 décembre 1976), membres du groupe de glam rock The Darkness[18].

### Lieux et monuments
- Le phare de Lowestoft construit en 1840.
- L'Excelsior : un ketch aurique britannique en bois de 31 m de long. Ancien navire de pêche construit en 1921 (Lowestoft smack). Il est classé bateau historique depuis 1999 par le National Historic Ships UK. Son port d'attache est Lowestoft.
- Lowestoft est proche du village de Somerleyton où se situent le château, ses jardins et son labyrinthe.